# 辛寧巴德湖

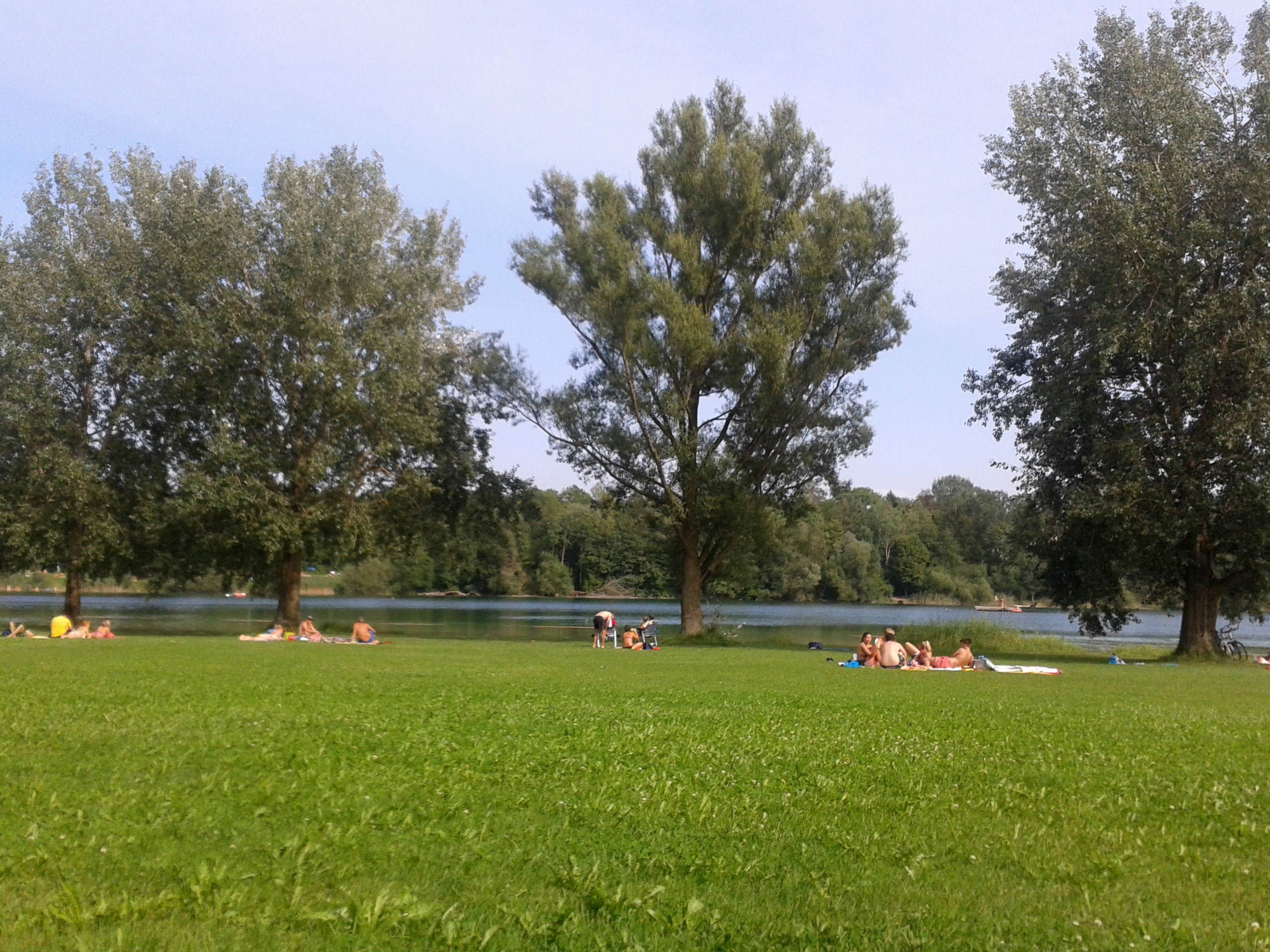

48°08′32″N 10°06′12″E / 48.142265°N 10.103288°E
辛寧巴德湖（德語：Sinninger Badesee），是德國的湖泊，位於該國東南部，由巴伐利亞州負責管轄，處於伊勒河畔基希貝格，長0.6公里、寬0.2公里，海拔高度530米，最大水深13米。